# Lernbehindertenpädagogik
Die Lernbehindertenpädagogik ist ein Teilgebiet der Sonderpädagogik und beschäftigt sich mit der sonderpädagogischen Diagnostik, der spezifischen Didaktik – einschließlich ihrer methodischen Implikationen – und dem Verständnis und der Analyse der Lebenswelt von Kindern, Jugendlichen und Erwachsenen mit Lernstörungen und Lernbehinderungen.
Konkret werden dabei eventuelle Interdependenzen zwischen Lernschwäche und sozialem Umfeld betrachtet, gegebenenfalls integrative Unterstützung angeboten und die Ausgangssituation somit verbessert. Oft geschieht dies in enger Zusammenarbeit mit dem Jugendamt.